# Very Young Girls
Very Young Girls (‘Chicas muy jóvenes’) es un documental dirigido por David Schisgal y Nina Ávares, que muestra las vidas de un grupo de chicas afroamericanas que ejercen la prostitución en las calles de Nueva York. Su situación es especialmente compleja, ya que fueron captadas por los proxenetas, los cuales las seducen, abusan de ellas y las venden, cuando tenían entre 13 y 14 años. Sin embargo, son tratadas como criminales adultas por la policía. La película muestra la crudeza de las vidas de las chicas a tiempo real, usando la técnica de cine de realidad. Consta de entrevistas con las protagonistas en las que cuentan como las captaron y las pusieron en la calle por primera vez,  así como también las terribles experiencias que han tenido a lo largo de estos años. 
Asimismo, el documental incluye grabaciones hechas por los propios proxenetas, que no conocen el propósito real del documental, ya que piensan que están grabando su día a día para un programa televisivo. Estas imágenes muestran una perspectiva poco usual del funcionamiento de este tipo de prostitución y de cómo el ciclo de la vida en la calle empieza para muchas mujeres.
El documental muestra el trabajo de la fundación neoyorquina GEMS, Girls Educational and Mentoring Services (‘Servicios de educación y orientación para chicas’), un centro de recuperación fundado y gestionado por Rachel Lloyd, la cual también fue víctima de la explotación sexual. Ella y sus trabajadoras ayudan a las chicas que han sido enviadas por el tribunal o que han sido encontradas en la calle trabajando en la prostitución. El documental muestra que, dada la oportunidad de recomponer sus vidas, muchas se debaten entre continuar o rehacer su vida y, aunque comprenden la mejora que sería dejar atrás las calles, tienen deseos de volver, especialmente porque la mayoría se declaran enamoradas de sus proxenetas.
A través de esta forma de acceso sin precedentes a las vidas de las chicas y los proxenetas, los productores de este documental esperan “cambiar la forma en como la policía, los medios y la sociedad en su conjunto ven la explotación sexual, la prostitución en la calle y el comercio de personas que ocurre justo en nuestros patios traseros”. 

## Lanzamiento
La película formó parte de la selección oficial del Festival Internacional de Cine de Toronto de 2007, del Festival de Cine de Edimburgo de 2008, el Festival de Cine Independiente de Boston de 2008, el Festival de Cine True/False de 2008, el Festival Internacional de Cine de Miami de 2008, el Festival de Cine de Jerusalén de 2008, el Festival de Cine Jackson Hole y el Festival de Cine Indie Spirit de 2008.  La televisión por cable Showtime ha emitido y distribuido el documental.